# Кларк, Эндрю
Сэр Эндрю Кларк, 1-й баронет Кларк оф Кавендиш-Сквер (англ. Andrew Clark, 1st Bt of Cavendish Square, 28 октября 1826 — 6 ноября 1893) — шотландский врач, специалист по патологиям.

## Биография
Родился 28 октября 1826 года в городе Абердине, незаконнорожденный сын Амелии Андерсон и Эндрю Кларка. Отец, который также был врачом, умер, когда ему было всего несколько лет. После учёбы в школе Абердина, он был послан опекуном в среднюю школу Данди и поступил учеником к аптекарю. По возвращении в Абердин Кларк начал своё медицинское образование в университете. Вскоре, однако, он отправился в Эдинбург, где в высшей академической школе получил репутацию одного из самых лучших студентов, и, в конечном счете, стал помощником доктора Джона Хьюза Беннетта в отделении патологии Эдинбургского королевского госпиталя и помощником анатомиста Роберта Нокса. Но проявившиеся симптомы туберкулёза привели его академическую карьеру к концу: в надежде, что сможет поправить здоровье на море, в 1848 году Кларк поступил на медицинский факультет Королевского флота.
В следующем году он стал патологоанатомом Госпиталя Хэслар (Hašlar), где одним из его коллег стал Томас Хаксли. В 1853 году Кларк был успешным кандидатом на вновь созданную должность хранителя в музей Лондонского госпиталя. Там он намеревался посвятить всю свою энергию патологии, но обстоятельства привели его к активной медицинской практике. В 1854 году, когда Кларк получил докторскую степень в Абердине, в госпитале стала вакантной должность помощника врача, которая досталась ему. Кларк любил рассказывать, как его прогрессирующий туберкулез приобрёл ему это назначение. Сотрудники госпиталя сказали: «Он всего лишь бедный шотландский врач, которому осталось жить несколько месяцев, пусть будет.» И за два года до смерти Кларк публично заявил, что из тех, кто был в штате больницы во время его назначения на должность, он единственный, оставшийся в живых.
В 1854 году Кларк стал членом Королевской врачебной коллегии, а затем последовательно прошёл через все ступени должностной лестницы, достигнув в 1888 году поста президента, который занимал до самой смерти, будучи всякий раз переизбираем. С 1858 года он читал лекции в Королевской врачебной коллегии, потом был председателем медицинского общества в Лондоне. Со времени избрания помощником врача Лондонского госпиталя, профессиональная слава его быстро росла, и, наконец, Кларк стал самым популярным практикующим врачом Лондона, среди его пациентов были некоторые выдающиеся люди того времени. Большее число людей, которые каждое утро проходили через его врачебный кабинет, получали стандартные медицинские предписания, но в действительно серьёзных случаях Кларк был непревзойдённым специалистом как в тщательности диагноза, так и во внимании к деталям.
В 1883 году, в знак признания его заслуг перед медицинской наукой, Кларк получает звание баронета.
Несмотря на занятость, Кларк нашел время для написания многочисленных медицинских трудов, в точном и отточенном стиле, каковым он обыкновенно гордился. Без сомнения, в значительной мере благодаря личным причинам, его любимая тема — болезни лёгких и, особенно, фиброз легких, но в трудах обсуждаются также и другие предметы, такие как почечная недостаточность, анемия, запоры и т. д.
Он умер в Лондоне 6 ноября 1893 года после апоплексического удара. Похоронен в Эссендене, недалеко от своего загородного дома в Хатфилде, Хартфордшир.